# Леруа, Освальд Йозеф
Освальд Йо́зеф Леруа́ (1936, Пассендейль, Бельгия — 2022) — бельгийский математик, профессор Лёвенского католического университета, специалист по теоретической акустооптике.

## Карьера
Леруа получил докторскую степень в Гентском университете в группе Роберта А. Мертенса  за диссертацию под названием «Дифракция света на ультразвуке».
С 1966 по 1972 год доцент в Гентском университете.
С 1972 года штатный профессор в Католическом университете Левена.
Новые разработки в области лазерной физики послужили основой для сотрудничества команды Леруа и других лабораторий.
Он был приглашенным профессором в Парижском университете Дидро, Университете де Бордо,  Университете Теннесси, Токийском технологическом институте.
Кроме того, он сотрудничал с Гданьским университетом, Джорджтаунским университетом и Университетом Хьюстона. В 2001 году он вышел на пенсию  и получил звание почетного профессора .

## Научные достижения
Большим достижением Леруа является теоретическое исследование взаимодействия света с двух смежных ультразвуковых пучков при различных условиях с точки зрения формы пучка, спектрального состава и интенсивности.
Понимание характера дифракции света на смежных пучках ультразвука в 1970-х годах (а также новейшие разработки в области лазерных технологий), позволило использовать смежные ультразвуковые пучки для разработок новых акустооптических устройств, нашедших применение в телекоммуникациях  и военных приложениях.
Такие устройства применяются в оптических модуляторах, оптические сканеры, обработки информации оптические фильтрации и частотно-спектрального анализа.

## Награды

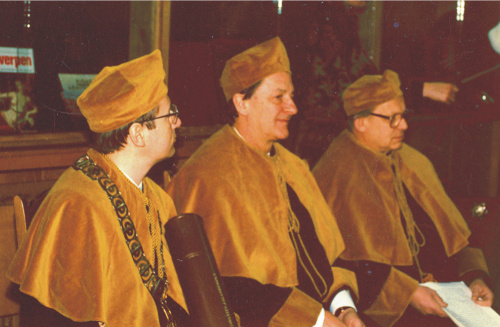
Освальд Леруа Доктор Honoris Causa University Гданьск 1991. Слева направо: Мартенс (ректор Католического университета Лёвена, кампус Кортрейк), Освальд Леруа, Антони Шливиньский (Гданьский университет)

- Почетный доктор Гданьского университета за вклад в теоретическую акустооптику и за сотрудничество с командой А. Шливиньского  в Институте физики Гданьского университета (1991).[16]
- Медаль Французского акустического общества  «Médaille étrangère» (2001).

## Публикации

### Избранные статьи

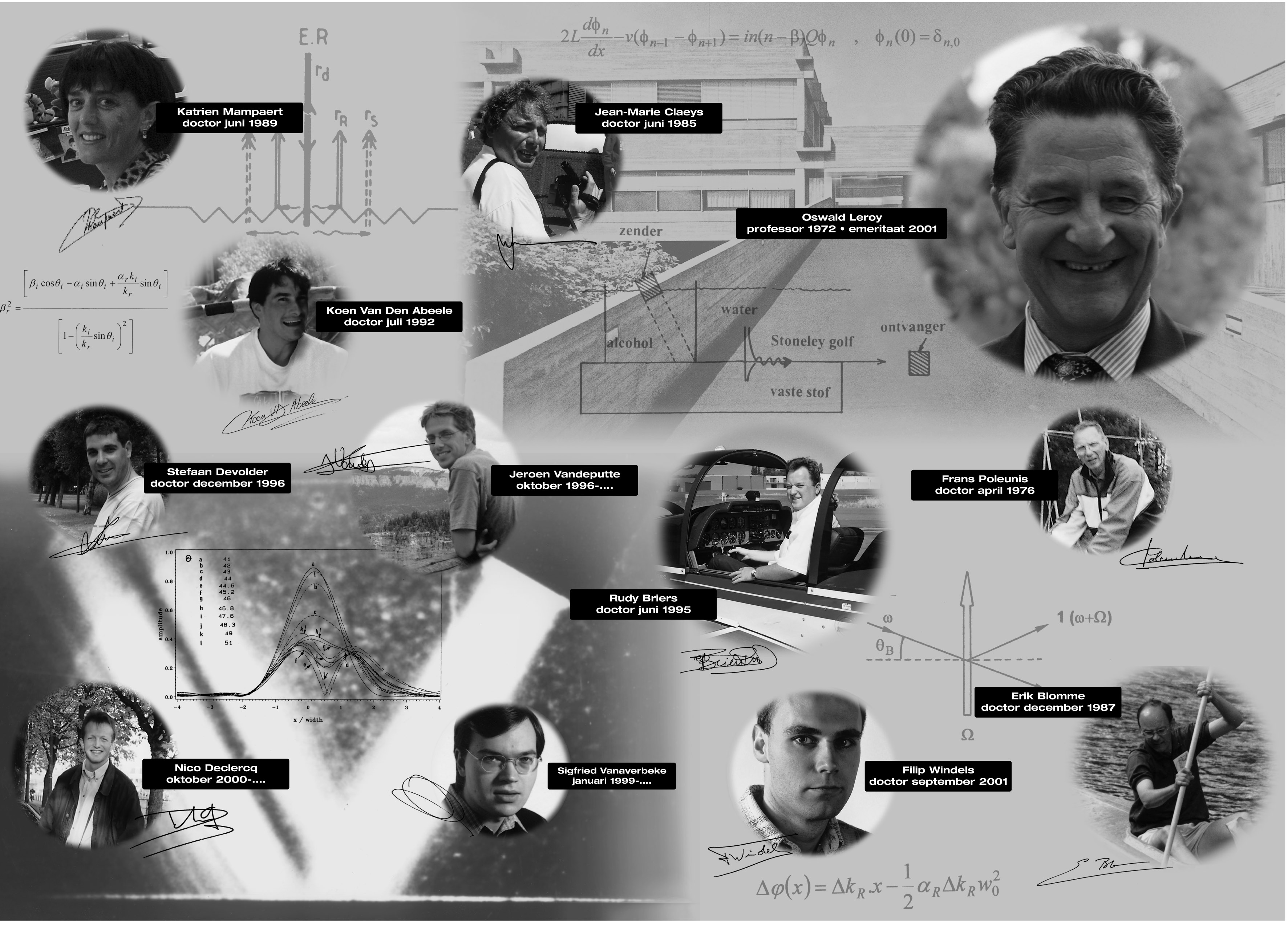
Команда докторов наук Освальда Леруа с 1972 по 2001 год; Фото сделано по выхода Освальда Лероя на пенсию в 2001 году. Мы можем видеть Освальда Леруа с главным входом в Католический университет Лувена, кампус Кортрейк (КУЛАК) на заднем плане, а также некоторые математические формулы, которые сыграли роль в долгой карьере Леруа в акустооптике. Кроме того, показана фотография, сделанная в 2001 году, каждого члена его команды

- Леруа О., "Дифракция света на двух соседних параллельных ультразвуковых волнах", журнал Акустического общества Америки 51 (1), 148, 1972
- Лерой О., "Теория дифракции света на ультразвуковых волнах, состоящих из основного тона и его первого п   −   1 гармоника », УЗИ 10 (4), 182, 1972
- Леруа О., "Дифракция света на двух соседних параллельных ультразвуковых лучах", acustica 29 (5), 303–310, 1973
- Лерой О., "Общие свойства симметрии дифракционной картины при дифракции света на параллельных соседних ультразвуковых лучах", журнал звука и вибрации 26 (3), 389–393, 1973
- Леруа О., "Дифракция света на двух параллельных смежных ультразвуковых волнах, имеющих одинаковую длину волны", журнал звука и вибрации 32 (2), 241–249, 1974
- Леруа О.И. «Дифракция света TI, вызванная соседними ультразвуками», транзакции IEEE по звуку и ультразвуку su22 (3), 233, 1975
- Полеунис Ф., Леруа О., "Дифракция света на двух соседних параллельных ультразвуковых волнах, одна из которых является основным тоном, а другая - его второй гармоникой", журнал звука и вибрации 58 (4), 509–515, 1978
- Леруа О., Мертенс Р., "Дифракция света на соседних параллельных ультразвуковых волнах с произвольными частотами (метод noa)", acustica 26 (2), 96, 1972
- W. Hereman, R. Mertens, F. Verheest, O. Leroy, JM Claeys, E. Blomme, "Взаимодействие света и ультразвука: Акустооптика ", журнал Physicalia 6 (4), 213-245, 1984.

### Книги
- Физическая акустика - основы и приложения М. А. Брезил О. Леруа (ред. Пленум США, 1991
- Достижения в Акустооптике : 5-я Международная встреча Европейского акустооптического клуба, Освальд Леруа (Edt. ), Институт физики, 2001.